# Krásná literatura
Krásná literatura je souborné označení pro beletrii a poezii. Na rozdíl od odborné a populárně-naučné literatury se zabývá abstraktními, někdy i smyšlenými pojmy. Samotná beletrie obsahuje řadu žánrů a směrů, ve kterých lze vedle smyšlených abstraktních témat najít i témata reálná.